# 陳棣榮
陳棣榮，MBE，QPM，CPM（英語：Archibald John Tai-wing Chan，1934年9月19日—2010年5月31日），前皇家香港輔助警察隊總監，於1996年退休；方振武家族主要成員，與陳方安生於1963年結婚，育有一子一女。
陳棣榮早年就讀聖若瑟書院，1953年於英文中學會考中取得英文、歷史、地理、聖經以及化學科「良」等成績，1959年畢業於香港大學。就讀大學期間，他修讀理學士學位，是香港大學聖約翰學院學生會會長，亦曾出席世界學生會議。大學畢業後回母校聖若瑟書院任職理化主任。他於1960年代起轉往荃灣德士古有限公司任油倉副廠長，同期任輔警警司。
2010年5月31日上午，陳棣榮在家中突然感到不適，家人召喚救護員，他被送往瑪麗醫院後，延至下午4時離世，享壽76歲。

## 軼事
陳棣榮曾經投資香港物業玫瑰新邨，被質疑透過其妻陳方安生的布政司身份而取得銀行的十成按揭優待。其後，陳方安生解釋二人是以兩個單位申請按揭，並無得到如此優待。 